# Fälad

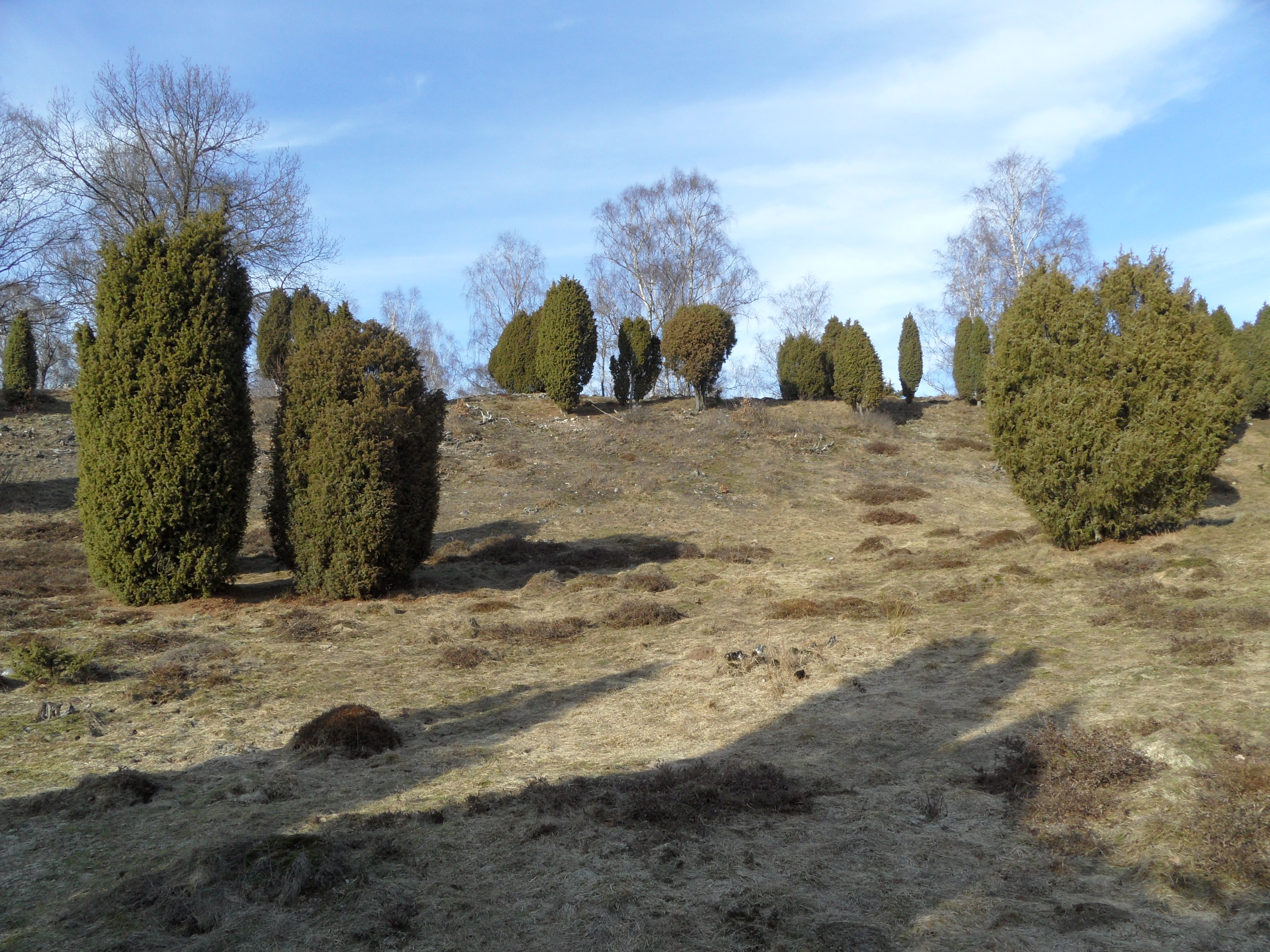
Enefälad en vårvinterdag.

Fälad är ett gammalt och fortfarande använt, sydsvenskt (särskilt skånskt) ord för betesmarker på det som var allmänningar eller utmarker.
Fälader återfanns oftast på magra, kuperade och steniga marker med inslag av spridda träd och buskar, marker som inte kunde brukas som åker eller slåtteräng. Med enefälad menas en fälad med starka inslag av enbuskar. För att fälader ska bevara sin karaktär och inte växa igen till skog, måste träd och buskar gallras och marken betas av till exempel får eller kor.
Ordet fälad har samma ursprung som det danska (östdanska) ordet fælled, och är sammansatt av fæ = nötkreatur och lath = landområde.

## Källhänvisningar
1. ↑   fälad i Nationalencyklopedins nätupplaga. Läst 14 mars 2015.